# Lista över Daniel Redéns större segrar
Lista över Daniel Redéns större segrar som travtränare.

## Grupp 1-lopp
| År   | Lopp                           | Häst            | Kusk             | Vinstbelopp   |
| ---- | ------------------------------ | --------------- | ---------------- | ------------- |
| 2015 | Sundsvall Open Trot            | Delicious U.S.  | Örjan Kihlström  | 1 000 000 SEK |
| 2015 | Breeders' Crown, 4-åriga ston  | Trinity Zet     | Daniel Redén     | 800 000 SEK   |
| 2016 | Breeders' Crown, 4-åriga ston  | In Toto Sund    | Örjan Kihlström  | 1 600 000 SEK |
| 2017 | Olympiatravet                  | Lionel N.O.     | Göran Antonsen   | 1 500 000 SEK |
| 2018 | Prix d'Etain Royal             | Call Me Keeper  | Örjan Kihlström  | 70 000 EUR    |
| 2018 | Konung Gustaf V:s Pokal        | Perfect Spirit  | Örjan Kihlström  | 1 000 000 SEK |
| 2018 | Sprintermästaren               | Perfect Spirit  | Örjan Kihlström  | 995 830 SEK   |
| 2018 | St. Michel-loppet              | Heavy Sound     | Kenneth Haugstad | 796 664 SEK   |
| 2018 | Svenskt Trav-Oaks              | Conrads Rödluva | Örjan Kihlström  | 2 800 000 SEK |
| 2018 | Breeders' Crown, 3-åriga ston  | Conrads Rödluva | Örjan Kihlström  | 1 600 000 SEK |
| 2019 | UET Trotting Masters           | Propulsion      | Örjan Kihlström  | 180 000 EUR   |
| 2019 | Svenskt Trav-Oaks              | Diana Zet       | Örjan Kihlström  | 2 800 000 SEK |
| 2019 | Breeders' Crown, 4-åriga ston  | Conrads Rödluva | Örjan Kihlström  | 1 600 000 SEK |
| 2020 | Drottning Silvias Pokal        | Diana Zet       | Örjan Kihlström  | 1 000 000 SEK |
| 2020 | Sprintermästaren               | Don Fanucci Zet | Örjan Kihlström  | 1 200 000 SEK |
| 2020 | Stochampionatet                | Diana Zet       | Örjan Kihlström  | 2 400 000 SEK |
| 2020 | Hugo Åbergs Memorial           | Double Exposure | Örjan Kihlström  | 1 609 000 SEK |
| 2020 | Jubileumspokalen               | Missle Hill     | Örjan Kihlström  | 1 000 000 SEK |
| 2020 | Europeiskt championat för ston | Conrads Rödluva | Örjan Kihlström  | 900 000 SEK   |
| 2020 | Derbystoet                     | Diana Zet       | Örjan Kihlström  | 1 000 000 SEK |
| 2020 | Svenskt Trav-Kriterium         | Brambling       | Örjan Kihlström  | 4 000 000 SEK |
| 2020 | Breeders' Crown, 3-åriga h/v   | Mister Hercules | Örjan Kihlström  | 1 600 000 SEK |
| 2020 | Breeders' Crown, 4-åriga ston  | Milady Grace    | Örjan Kihlström  | 1 600 000 SEK |
| 2021 | Elitloppet (2021)              | Don Fanucci Zet | Örjan Kihlström  | 3 000 000 SEK |
| 2021 | Stochampionatet                | Honey Mearas    | Örjan Kihlström  | 2 400 000 SEK |
| 2021 | Derbystoet                     | Honey Mearas    | Örjan Kihlström  | 1 000 000 SEK |
| 2021 | Svenskt Trav-Kriterium         | Francesco Zet   | Örjan Kihlström  | 4 000 000 SEK |
| 2022 | Konung Gustaf V:s Pokal        | Francesco Zet   | Örjan Kihlström  | 1 000 000 SEK |
| 2022 | Sprintermästaren               | Francesco Zet   | Örjan Kihlström  | 1 200 000 SEK |
| 2022 | Hugo Åbergs Memorial           | Don Fanucci Zet | Örjan Kihlström  | 1 609 000 SEK |
| 2022 | Europeiskt championat för ston | Honey Mearas    | Örjan Kihlström  | 1 000 000 SEK |
| 2022 | Svenskt Trav-Kriterium         | Xanthis Harvey  | Örjan Kihlström  | 4 000 000 SEK |

## Grupp 2-lopp
| År   | Lopp                                                   | Häst               | Kusk             | Vinstbelopp |
| ---- | ------------------------------------------------------ | ------------------ | ---------------- | ----------- |
| 2012 | Fyraåringseliten för ston                              | Miss Sue V.        | Daniel Redén     | 250 000 SEK |
| 2013 | Fyraåringseliten för ston                              | Delicious U.S.     | Daniel Redén     | 250 000 SEK |
| 2013 | Sto-SM                                                 | Dileva Käll        | Daniel Redén     | 600 000 SEK |
| 2015 | Årjängs Stora Sprinterlopp                             | Delicious U.S.     | Örjan Kihlström  | 600 000 SEK |
| 2015 | Norrlands Grand Prix                                   | Daley Lovin        | Daniel Redén     | 250 000 SEK |
| 2015 | C.L. Müllers Memorial                                  | Delicious U.S.     | Örjan Kihlström  | 500 000 SEK |
| 2015 | Gulddivisionens final, nov                             | Delicious U.S.     | Örjan Kihlström  | 250 000 SEK |
| 2016 | Fyraåringseliten för ston                              | Wild Honey         | Örjan Kihlström  | 250 000 SEK |
| 2016 | Jämtlands Stora Pris                                   | Call Me Keeper     | Erik Adielsson   | 700 000 SEK |
| 2017 | Prix de Croix                                          | In Vain Sund       | Franck Nivard    | 54 000 EUR  |
| 2017 | Lovely Godivas Lopp                                    | Wild Honey         | Örjan Kihlström  | 250 000 SEK |
| 2017 | Fyraåringseliten                                       | Love Matters       | Örjan Kihlström  | 500 000 SEK |
| 2017 | Jämtlands Stora Pris                                   | Västerbo Highflyer | Per Linderoth    | 700 000 SEK |
| 2017 | Europamatchen                                          | Canari Match       | Örjan Kihlström  | 300 000 NOK |
| 2018 | H.K.H. Prins Daniels Lopp / Gulddivisionens final, maj | Heavy Sound        | Kenneth Haugstad | 500 000 SEK |
| 2018 | Gulddivisionens final, sept                            | Heavy Sound        | Kenneth Haugstad | 400 000 SEK |
| 2019 | Gulddivisionens final, feb                             | Sorbet             | Örjan Kihlström  | 400 000 SEK |
| 2019 | H.K.H. Prins Daniels Lopp / Gulddivisionens final, maj | Sorbet             | Örjan Kihlström  | 500 000 SEK |
| 2019 | Fyraåringseliten                                       | Missle Hill        | Örjan Kihlström  | 500 000 SEK |
| 2020 | Lovely Godivas Lopp                                    | Conrads Rödluva    | Örjan Kihlström  | 300 000 SEK |
| 2020 | Fyraåringseliten för ston                              | Golden Tricks      | Örjan Kihlström  | 300 000 SEK |
| 2020 | STL Open                                               | Missle Hill        | Per Lennartsson  | 750 000 SEK |
| 2021 | Fyraåringseliten                                       | Sister Sledge      | Örjan Kihlström  | 500 000 SEK |
| 2021 | Sto-SM                                                 | Honey Mearas       | Örjan Kihlström  | 500 000 SEK |
| 2022 | Årjängs Stora Sprinterlopp                             | Don Fanucci Zet    | Örjan Kihlström  | 600 000 SEK |

## Övriga
| År   | Lopp                          | Häst               | Kusk               | Vinstbelopp |
| ---- | ----------------------------- | ------------------ | ------------------ | ----------- |
| 2013 | Klass I-final, feb            | Västerbo Highflyer | Björn Goop         | 200 000 SEK |
| 2013 | Bronsdivisionens final, sept  | Västerbo Highflyer | Daniel Redén       | 220 000 SEK |
| 2014 | Guldbjörken                   | Hard Livin         | Daniel Redén       | 200 000 SEK |
| 2014 | Lady Snärts Lopp              | Dileva Käll        | Daniel Redén       | 200 000 SEK |
| 2014 | E.J:s Guldsko                 | Shaq Is Back       | Daniel Redén       | 150 000 SEK |
| 2015 | Prix de Chateaubriant         | Call Me Keeper     | Björn Goop         | 211 716 SEK |
| 2015 | Prix de Fontainebleau         | Call Me Keeper     | Björn Goop         | 254 059 SEK |
| 2015 | Prix Guy Lux                  | Traveling Man      | Pierre Vercruysse  | 317 574 SEK |
| 2015 | Bronsdivisionens final, mars  | Rocket Zet         | Björn Goop         | 200 000 SEK |
| 2015 | Prix Cagnes-sur-Mer           | Martiniwithmuscle  | Örjan Kihlström    | 200 000 SEK |
| 2015 | E.J:s Guldsko                 | Traveling Man      | Magnus Jakobsson   | 150 000 SEK |
| 2015 | Åby Stora Pris, Heat A        | Västerbo Highflyer | Daniel Redén       | 400 000 SEK |
| 2015 | Big Noon-pokalen              | Romeus             | Ulf Ohlsson        | 200 000 SEK |
| 2015 | Gösta Nordins Lopp            | Luckycharm Hanover | Örjan Kihlström    | 100 000 SEK |
| 2016 | Prix de Vic sur Cere          | Call Me Keeper     | Björn Goop         | 275 863 SEK |
| 2016 | Prix de Brionne               | Call Me Keeper     | Björn Goop         | 225 706 SEK |
| 2016 | Prix de Lure                  | Call Me Keeper     | Franck Nivard      | 334 379 SEK |
| 2016 | Prix de Chateau-Gaillard      | Call Me Keeper     | Franck Nivard      | 250 784 SEK |
| 2016 | Berth Johanssons Memorial     | Daley Lovin        | Erik Adielsson     | 200 000 SEK |
| 2016 | Prix de Combree               | Call Me Keeper     | Jean-Michel Bazire | 234 065 SEK |
| 2016 | The Owners Trophy             | Tobin Kronos       | Örjan Kihlström    | 200 000 SEK |
| 2016 | Grand Prix Anjou-Maine        | Call Me Keeper     | Franck Nivard      | 417 974 SEK |
| 2017 | Prix de Lille                 | Call Me Keeper     | Pierre Vercruysse  | 386 844 SEK |
| 2017 | Berth Johanssons Memorial     | Tobin Kronos       | Örjan Kihlström    | 200 000 SEK |
| 2017 | Silverdivisionens final, juli | Whitehouse Express | Örjan Kihlström    | 220 000 SEK |
| 2018 | The Onions Lopp               | Heavy Sound        | Kenneth Haugstad   | 200 000 SEK |
| 2018 | Lady Snärts Lopp              | Double Exposure    | Örjan Kihlström    | 250 000 SEK |
| 2018 | Silverdivisionens final, juni | Don't Mind Me      | Örjan Kihlström    | 300 000 SEK |
| 2018 | Färjestads Jubileumslopp      | Heavy Sound        | Kenneth Haugstad   | 400 000 SEK |
| 2018 | Uno Sweds Minneslopp          | Love Matters       | Örjan Kihlström    | 200 000 SEK |
| 2018 | Fyraåringsstjärnan            | Perfect Spirit     | Örjan Kihlström    | 150 000 SEK |
| 2019 | Berth Johanssons Memorial     | Son of God         | Örjan Kihlström    | 200 000 SEK |
| 2019 | Bronsdivisionens final, maj   | Bucks to Burn      | Örjan Kihlström    | 250 000 SEK |
| 2019 | Silverdivisionens final, juni | Bucks to Burn      | Örjan Kihlström    | 300 000 SEK |
| 2020 | Lady Snärts Lopp              | Double Exposure    | Örjan Kihlström    | 250 000 SEK |
| 2020 | Klass II-final, feb           | Don Fanucci Zet    | Örjan Kihlström    | 250 000 SEK |
| 2020 | Big Noon-pokalen              | Golden Tricks      | Örjan Kihlström    | 300 000 SEK |
| 2021 | Guldbjörken                   | Missle Hill        | Örjan Kihlström    | 200 000 SEK |
| 2021 | Silverdivisionens final, aug  | Born Unicorn       | Örjan Kihlström    | 250 000 SEK |
| 2021 | Klass I-final, nov            | Bugatti Miles      | Örjan Kihlström    | 220 000 SEK |